# Enxames
Enxames is een plaats (freguesia) in de Portugese gemeente Fundão en telt 596 inwoners (2001).